# Thomas Benton Wheeler
Thomas Benton Wheeler (* 7. Juni 1840 im Marshall County, Alabama; † 21. Februar 1913 in San Antonio, Texas) war ein US-amerikanischer Politiker. Zwischen 1887 und 1891 war er Vizegouverneur des Bundesstaates Texas.

## Werdegang
Nach dem Tod des Vaters im Jahr 1846 zog Thomas Wheeler 1854 mit seiner Mutter in das Hays County in Texas. Während des Bürgerkrieges diente er im Heer der Konföderation, in dem er bis zum Hauptmann aufstieg. Nach einem anschließenden Jurastudium und seiner Zulassung als Rechtsanwalt begann er in Austin in diesem Beruf zu arbeiten. Im Jahr 1867 wurde er Bezirksstaatsanwalt im Travis County. Aus diesem Amt wurde er nach politischen Auseinandersetzungen von der Militärverwaltung der Unionsstreitkräfte vertrieben. Politisch schloss er sich der Demokratischen Partei an. Zwischen 1873 und 1877 war er Bürgermeister der Staatshauptstadt Austin. Im Juni 1876 nahm er als Delegierter an der Democratic National Convention in St. Louis teil, auf der Samuel J. Tilden als – nachher erfolgloser – Präsidentschaftskandidat nominiert wurde. Von 1880 bis 1886 amtierte er als Richter im 12. Gerichtsbezirk seines Staates.
1886 wurde Wheeler an der Seite von Lawrence Sullivan Ross zum Vizegouverneur von Texas gewählt. Dieses Amt bekleidete er zwischen 1887 und 1891. Dabei war er Stellvertreter des Gouverneurs und Vorsitzender des Staatssenats. Später erwarb er Land in der Aransas-and-Red-Fish-Bays-Gegend, wo er sich mit dem Bau eines Hafens befasste. Er starb am 21. Februar 1913 während eines Besuchs in San Antonio.